# Tour Les Poissons
Tour Les Poissons ist der Name eines Wolkenkratzers im Pariser Vorort Courbevoie in der Bürostadt La Défense. Bei seiner Fertigstellung 1970 war der 150 m hohe Büro- und Wohnturm der höchste Wolkenkratzer im Geschäftsviertel La Défense. Das Gebäude verfügt über 42 oberirdische Etagen. Entworfen wurde der Wolkenkratzer vom Architekten Henri Pottier.
Der Büroturm ist mit der Métrostation Esplanade de la Défense und den Bahnhöfen Courbevoie und La Défense sehr gut an den öffentlichen Nahverkehr im Großraum Paris angebunden.
Im Jahr 1975 diente der Wolkenkratzer als Drehort für den Film Angst über der Stadt von Henri Verneuil.